# 卡姆马姆
卡姆马姆（Khammam），是印度安得拉邦Khammam县的一个城镇。总人口158022（2001年）。

## 人口
该地2001年总人口158022人，其中男性80072人，女性77950人；0—6岁人口17716人，其中男9204人，女8512人；识字率72.36%，其中男性为78.13%，女性为66.43%。